# NK Uskok Vis
NK Uskok je hrvatski nogometni klub iz Visa.

## Povijest
Osnovan je 1924. godine. Natjecao se zaključno s 1928. godinom. Raspušten je 1930. godine.